# パラミタミュージアム
パラミタミュージアム（英語: Paramita Museum）は、三重県三重郡菰野町大羽根園松ヶ枝町にある私立美術館。2014年（平成26年）現在、菰野町に所在する唯一の美術館である。池田満寿夫の陶彫「般若心経シリーズ」や洋画家・小嶋三郎一（こじまさぶろういち。本館創立者小嶋千鶴子の夫）の絵画、江戸時代中期から昭和時代までの萬古焼を収蔵する。

## 概要
博物館法の適用を受ける「登録博物館」であり、三重県博物館協会の会員である。公益財団法人岡田文化財団が運営する。岡田文化財団は1979年（昭和54年）にイオングループの岡田卓也が寄付したジャスコ（当時）の株式300万株と現金1800万円を基本財産として1980年（昭和55年）2月8日に設立された財団法人である。
創設者は岡田卓也の姉・小嶋千鶴子である。小嶋は1969年（昭和44年）のジャスコ設立に際して取締役に就任した。60歳で定年を実践して退任、以降は社外から会社を支援した。美術品蒐集は、両親が美術愛好家だった影響から20歳頃から始めていたが、美術館設立のきっかけは、池田満寿夫作「般若心経シリーズ」の入手にある。当時「般若心経シリーズ」は池田最後のパートナー佐藤陽子が持っており、佐藤もこの作品に愛着があったため、小嶋は手放すという返事を貰うまで1年以上待ったという。小嶋は佐藤に「私最後のライフワークとして、必ず、これらの作品を展示できる美術館を建てます」と約束し、これを実現させた。館長を退いた後は名誉館長に就任している。

## 美術館
「般若心経シリーズ」の作陶全1299点などのコレクションの展示と、企画展に力を入れている。館名の「パラミタ」は、新聞で一般募集した中にあった名前で、「般若心経シリーズ」にちなみ梵語の「波羅蜜多」（はらみた、はらみった）に由来し、この美術館に相応しい命名といえる。「般若心経シリーズ」は、本で存在を知った小嶋千鶴子が、池田の遺族からシリーズをすべて買うことを条件に購入したものであり、美術館の1階は「般若心経シリーズ」に合わせて設計されている。1階の4室の内、第1,2,3室で「般若心経シリーズ」を展示し、第6室には、小嶋千鶴子の夫で洋画家・小嶋三郎一の油彩500点のうち、秀作をよりすぐって展示する。
2階第4室は特別展に使用され、第5室は萬古焼コレクションが並べられている。所蔵数は約1,000点あり、創始者とされる沼波弄山の作品「色絵山水文仙盞瓶」や輸出用の明治時代の急須など、萬古焼の歴史的変遷を知ることのできるものとなっている。館内の写真撮影は自由に行ってよい。
エントランスホールには、小嶋が収集した美術関連書を閲覧できるコーナーがある（無料）。また、館内でコンサートを開いている。

## 文化財
木造十一面観音立像
もとは奈良・興福寺禅定院観音堂本尊だった像。鎌倉時代の慶派の仏師・長快の作で、西国札所として著名な奈良・長谷寺本尊十一面観音像と同じ御衣木から造ったもの。長快の作品としては他に六波羅蜜寺弘法大師像がある。2016年（平成28年）、国の重要文化財に指定。

## 庭園
パラミタミュージアムの庭園は「パラミタガーデン」と名付けられている。元々美術館より先にこの森があり、美術館が建っている場所は荒地だった。木は新たに植えず、下草は植えただけだが、100種類の樹木と200種類の山野草が見られ、春の花や秋の紅葉を楽しめる。またそれだけでなく、山口牧生の彫刻「石の中」などの作品が点在し、自然と芸術作品の調和を表している。

## 利用案内
- 開館時間：9時30分 - 17時30分（JST）[4]。
- 休館日：年末年始（12月28日 - 翌年1月1日[7]）を除き無休[4]。
- 入館料：一般：1,000円、大学生：800円、高校生：500円、中学生以下：無料[4]。

## パラミタ陶芸大賞展
パラミタ陶芸大賞展は、パラミタミュージアムが主催する現代陶芸の作品展。全国の美術館や画廊、評論家から推薦された6人の芸術家が出品し、来館者の投票で大賞を決めるというもので、芸術家同士の競演と現代陶芸を見慣れない人が親しむきっかけ作りとしての役割を有する。開催当初は、一般の投票で大賞を選ぶという選定方法が奇異の目で見られたり、大賞候補作品の大半が東海勢で占められたりすることもあった。創設者の小嶋自身は、はじめに専門家の目で選ばれた作品という前提があり、大衆の目は案外確かで、得票数も公表しており問題はないとしている。なお、購入しだすと倉庫がパンクしてしまうため、大賞作品を買い入れる事はない。

## 沿革
2003年（平成15年）3月15日に開館。岡田卓也の姉である小嶋千鶴子が自身のコレクションを展示するために開設した個人経営の美術館であった。2005年（平成17年）に小嶋千鶴子はパラミタミュージアムを岡田文化財団へ寄付し、岡田文化財団の運営に移行した。2006年（平成18年）に第1回パラミタ陶芸大賞展を開催、以降はパラミタミュージアムの夏の恒例イベントとなる。2008年（平成20年）12月18日、美術館創設の功績を讃えられ、小嶋千鶴子は「三重テレビ元気大賞」を受賞した。
2012年（平成24年）、開館10周年を記念して『開館10周年記念 パラミタミュージアムのあゆみ』を発行する。2014年（平成26年）1月9日から2月4日まで「高円宮家根付コレクションと高円宮妃殿下野鳥と旅の写真展」を開催、高円宮家の所有する根付310余点や憲仁親王妃久子の撮影した写真を展示し、同年1月17日には久子妃がパラミタミュージアムを訪れ、根付について講演した。

## 交通
- 近鉄湯の山線 大羽根園駅より徒歩で約5分[4]（西へ約300m）。
- 東名阪自動車道 四日市ICより国道477号経由、約6km[4]。100台（普通車）分の無料駐車場を設けている[3]。
- 新名神高速道路 菰野ICより国道306号から国道477号経由、約4km。

## 文献

### 雑誌記事
- 橋本綾子 「菰野に息づく異色の現代美術館 パラミタミュージアム」『美術フォーラム21』VOL.11、醍醐書房、2005年2月25日、pp.4-11 ISBN 978-4-925185-20-2
- 美術フォーラム21編集部 「パラミタミュージアムの創設者小嶋千鶴子さんに聞く」『美術フォーラム21』VOL.14、醍醐書房、2006年10月30日、pp.101-109 ISBN 978-4-925185-24-0
- 田原由紀雄 「変容し成長する美術館 ―開館10周年を迎えた「パラミタミュージアム」」『美術フォーラム21』VOL.26、醍醐書房、2012年11月30日、pp.4-11 ISBN 978-4-925185-49-3
- 鎌家里恵（2012）"再発見!美術館の隠れた魅力 三重県のアートミュージアム"すばらしきみえ（百五銀行経営企画部広報CSR課）.171:1-12.